# Mistrovství Československa v cyklokrosu 1989
Mistrovství Československa v cyklokrosu 1989 se konalo v sobotu 14. ledna 1989 v Žatci.
Délka závodu byla 23,5 km. Startovalo celkem 47 závodníků.

## Přehled
| Poř.             | Jméno              | Čas        |
| Zlatá medaile    | Karel Camrda       | 1:03:43 h  |
| Stříbrná medaile | Ondrej Glajza      | + 0:25 min |
| Bronzová medaile | Peter Hric         | + 0:35 min |
| 4                | Miloslav Kvasnička | + 1:21 min |
| 5                | Radomír Šimůnek    | + 1:39 min |
| 6                | Stanislav Bambula  | + 2:50 min |